# Purge LGBT (Canada)
Se déroulant entre les années 1950 et 1990, la Purge LGBT représente les séries de discriminations et de congédiements de travailleurs de la fonction publique canadienne, de la Gendarmerie royale du Canada (GRC) et des Forces armées canadienne en raison de leur homosexualité présumée.
Au début de la guerre froide, la surveillance accrue et l'ingérence de l'Union soviétique amènent le gouvernement et l'armée canadienne à s'inquiéter de la loyauté de leurs employés. À la fin des années 1940 et au début des années 1950, la Gendarmerie royale du Canada est chargée d'enquêter sur la loyauté et plus tard sur la fiabilité de caractère des fonctionnaires et des membres des Forces armées canadiennes.
Le gouvernement canadien décrète que l'homosexualité est un « défaut de caractère » et un risque pour la sécurité nationale parce que les homosexuels pouvaient être des cibles potentielles de chantage de la part des Soviétiques,. En réponse aux préoccupations du gouvernement canadien et de l'armée, la GRC lance une purge pour enquêter et cibler l'homosexualité dans les domaines de la main-d'œuvre canadienne jugés primordiaux pour la sécurité nationale.
La Purge LGBT est caractérisée par l'intensité de ses enquêtes, le personnel de sécurité utilisant souvent des tactiques d'interrogation extrêmement intrusives et des dispositifs pseudo-scientifiques tels que la Fruit Machine. Les concernés étant souvent contraints à des aveux ou obligés d'espionner leurs collègues. De nombreux homosexuels ont perdu leur habilitation de sécurité et ont été rétrogradés ou licenciés.
En octobre 1992, le gouvernement fédéral a reconnu que la discrimination sur la base de l'orientation sexuelle ne pouvait être justifiée en vertu de l'article 15 de la Charte canadienne des droits et libertés. Le premier ministre Justin Trudeau a officiellement présenté ses excuses en novembre 2017 pour ces politiques discriminatoires et a garanti un règlement de 145 millions de dollars aux Canadiens touchés,.

## Contexte

### L'Affaire Gouzenko et l'espionnage soviétique
Les questions de loyauté au sein de la fonction publique commencent à préoccuper le gouvernement canadien en 1945 après la défection du chiffreur soviétique Igor Gouzenko. Les détails de la défection ont révélé que l'Union soviétique disposait d'un vaste réseau d'espionnage au Canada qui compromettait la fonction publique canadienne, l'armée et le Conseil national de recherches. À la suite de la défection, le gouvernement canadien lance la Commission royale Kellock-Taschereau en 1946. L'affaire révèle que de nombreux employés du gouvernement ont trahi le gouvernement. En réponse à la Commission, le gouvernement crée un nouveau comité au sein du Conseil privé composé de hauts fonctionnaires et de membres de la GRC chargés de superviser la sécurité au sein de la fonction publique et d'enquêter sur les fonctionnaires dont la loyauté semble douteuse.

### Premières enquêtes et remise en question de la loyauté politique
À partir de 1948, plusieurs directives du cabinet sont envoyées par le comité demandant à la GRC d'enquêter sur la loyauté des fonctionnaires au moyen de vérification de dossiers et d'enquêtes sur le terrain. Les fonctionnaires fédéraux ciblés pour enquête sont ceux que l'on soupçonne d'entretenir des « associations politiques subversives », par exemple, d'avoir des liens avec des organisations communistes ou fascistes.

### Fiabilité de caractère dans les enquêtes

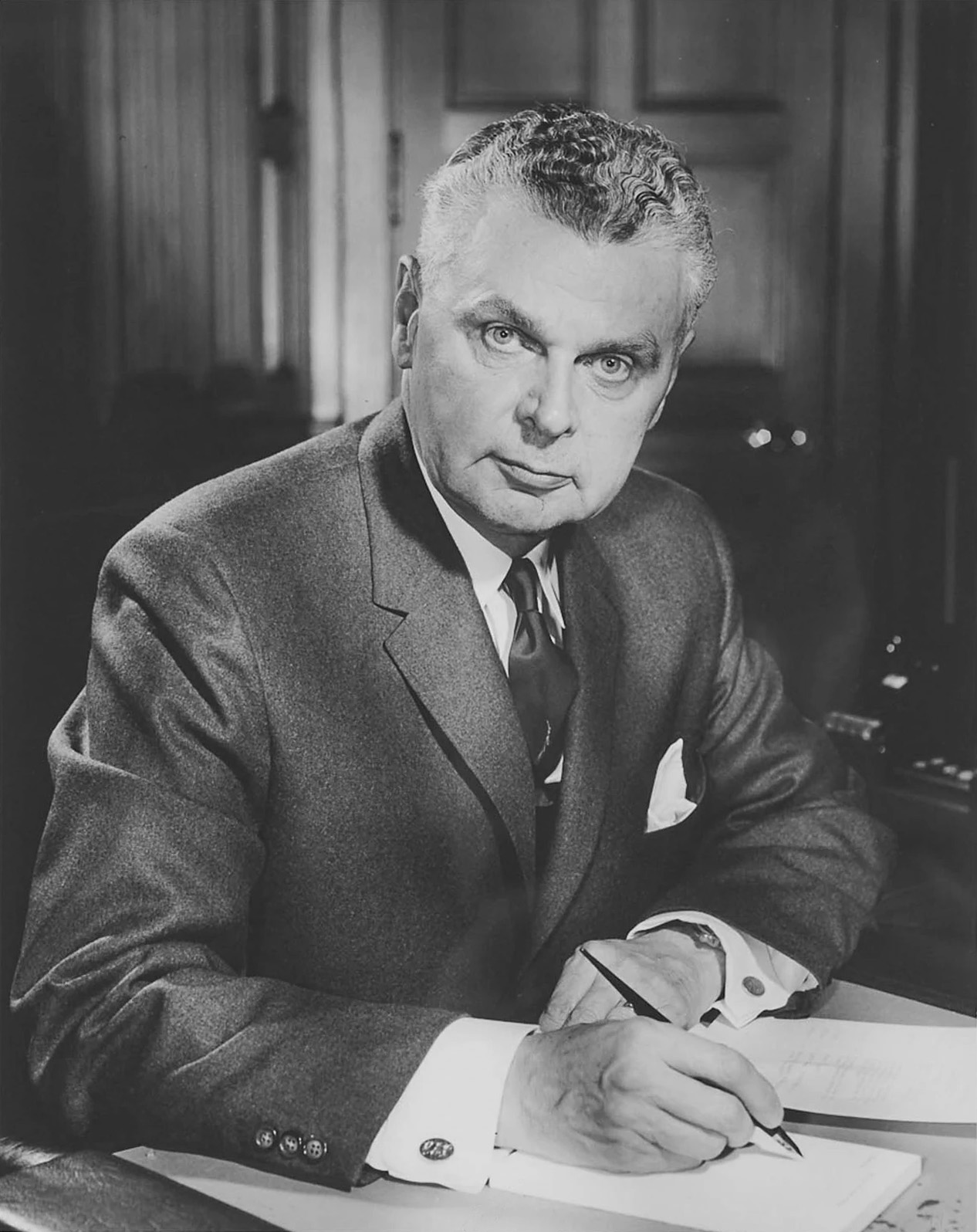
Le Premier ministre John Diefenbaker.

Au cours des années 1950, le Conseil privé modifie les critères nécessaires pour que les fonctionnaires conservent ou maintiennent leur cote de sécurité :  en plus de devoir prouver leur loyauté, les fonctionnaires doivent pouvoir prouver leur fiabilité de caractère.
La directive du cabinet introduisant ces nouveaux critères décrit une personne non fiable comme quelqu'un ayant « des défauts de caractère qui peuvent conduire à l'indiscrétion ou à la malhonnêteté ou qui peuvent faire l'objet de chantage».  En réponse aux nouveaux critères, la Direction de la sécurité et du renseignement créé la subdivision appelée « Faiblesse de caractère » en 1956.
Les employés ne répondant pas à ces nouveaux critères perdraient leur cote de sécurité et ne pourraient plus avoir accès aux informations classifiées, de sorte qu'ils perdraient leur emploi, seraient rétrogradés ou ne seraient tout simplement pas embauchés. 
Dans les premiers temps, le premier ministre John Diefenbaker questionne la pertinence de ces nouveaux critères, doutant qu'une personne reconnue comme ayant une faiblesse de caractère doive subir les mêmes conséquences qu'une personne jugée déloyale.

### L'homosexualité comme défaut de caractère
En réponse aux préoccupations du premier ministre Diefenbaker sur ces nouveaux critères, le comité de sécurité se doit de définir ce qui peut être considéré comme un défaut de caractère. Il met immédiatement l'accent sur l'homosexualité.
La première étude sur la question a été rédigée par Paul Frazer, membre du comité de sécurité. Il explique, dans son rapport, que l'homosexualité n'est pas un défaut de caractère et que, contrairement aux clichés venant du Royaume-Uni et des États-Unis, l'homosexualité n'est pas une menace.
Le comité de sécurité dont il fait partie rejette son rapport et réitère que l'homosexualité est bel et bien un défaut de caractère. D.F. Wall, également issu de ce comité de sécurité, publie une autre étude sur la question, où il décrit l'homosexualité comme une menace, qualifiant ceux qui en sont soupçonnés de personnes comme non dignes de confiance. 
Le panel du comité accepte le rapport de D.F. Wall, et intègre ainsi officiellement l'homosexualité à la liste des défauts de caractère, bien que ce « défaut » diffère des autres, car il ne nécessite pas de preuve physique. 

### Influence américaine
Les actions du gouvernement canadien à l'égard de l'homosexualité ont été profondément influencées par la promulgation de certaines politiques aux États-Unis. Estimant nécessaire d'apaiser les intérêts de sécurité de leur voisin du sud, le gouvernement fédéral canadien adopte des politiques identiques aux Américains visant à éradiquer les employés homosexuels, allant bien au-delà des préoccupations liées à la sécurité interne. 
Les informations et critères de détection des homosexuels issus de la communauté psychiatrique américaine ont encore renforcé l'influence des États-Unis sur la Purge LGBT. La décision de cibler ceux considérés comme ayant une « faiblesse de caractère » ou présentant des traits homosexuels a été motivée par la Purge LGBT effectuée États-Unis, alors que « les homosexuels » n'étaient pas jugés aptes à occuper un emploi au sein du gouvernement fédéral en raison de leur « dégradation mentale » et des activités « immorales » qu'ils pratiquaient, les rendant naturellement peu fiables. » 
Ainsi, le Canada a suivi les traces des États-Unis dans le resserrement de la sécurité nationale, justifiant ses actions par le fait qu'elles le rapprochaient de ses alliés. Les alliances internationales du Canada exigent en effet qu'il soit en mesure d'assurer à ses alliés, avec lesquels il participe à des arrangements de défense communs, qu'il dispose d'un système solide de sécurité intérieure. Autrement, les pays alliés au Canada n'auraient plus confié d'informations secrètes aux fonctionnaires et aux dirigeants politiques canadiens en l'absence de structures et de procédures efficaces pour détecter et prévenir l'espionnage étranger. 

### Purge sous la Gendarmerie royale du Canada
La GRC entame une purge pour enquêter sur et déceler l'homosexualité dans des secteurs de la main-d'œuvre canadienne jugés importants pour la sécurité nationale. La sexualité des travailleurs du gouvernement, de la GRC et des Forces armées canadiennes devient la principale préoccupation de la GRC à la fin des années 1950. 
S'il s'avérait, après une intense série d'enquêtes, qu'une personne était homosexuelle, elle perdait son habilitation de sécurité, était rétrogradée ou perdait complètement son emploi.
L'homosexualité devient ainsi la principale cause d'enquêtes internes, la fonction publique se voyant confrontée à un nombre tellement important d'accusations que la GRC a du mal à suivre. En effet, des milliers d'employés feront l'objet d'enquêtes et seront licenciés pour soupçon d'homosexualité lors de cette purge, le chef de la GRC, William Kelly, se serait d'ailleurs vanté de l'ampleur de cette opération lors d'une conférence sur la sécurité du Commonwealth en mai 1963.

## Opérations de surveillance
Pendant la guerre froide, la sous-division appelée « Faiblesse de caractère » de Direction de la sécurité et du renseignement de la GRC avait pour tâche d'éradiquer les hommes et les femmes homosexuels travaillant pour le gouvernement. À la fin des années 1960, la GRC avait d'ailleurs une liste compilant les noms de milliers d'homosexuels présumés et confirmés, dont 9 000 à Ottawa,. Bien que l'objectif ultime était de trouver des homosexuels travaillant pour la fonction publique, la surveillance ne se limitait pas qu'aux employés du gouvernement : la liste incluait également le grand public, qui représentait d'ailleurs la majorité des noms présents sur la liste. 
Cette chasse aux homosexuels, ciblant des citoyens ordinaires, s'effectuait par des agents de la GRC sous couverture dans des bars et des parcs fréquentés par les homosexuels. Les agents procédaient en photographiant les concernés, cachés derrière un journal. Ils arrêtaient ensuite les personnes ciblées lorsque des raids étaient prévus. Lors d'interrogatoires, on demandait aux personnes accusées les noms de tous les homosexuels qu'ils connaissaient en échange de l'abandon des charges.

## Interrogatoires

### Informateurs
La décriminalisation partielle de la sodomie a eu lieu au Canada le 27 juin 1969,. Avant cette date, les pratiques homosexuelles étaient criminalisées, en vertu des articles 147 et 149 du Code criminel du Canada.
À cette époque, la GRC usait de chantage en menaçant de porter des accusations sur des individus, à moins qu'ils ne deviennent informateurs.  Les informateurs servaient à confirmer les cas dans la fonction publique. La GRC avait néanmoins du mal à obtenir une coopération par l'entremise d'informateurs, alors qu'à l'aube des années 1970-1980 émerge le mouvement de libération gaie. La communauté gaie s'organise en effet pour se défendre en cas d'interrogatoires de la GRC et usant de stratégies comme la non-divulgation d'identité : ainsi, quiconque divulguait son identité à la police risquait d'être rejeté par la communauté. 

### Fruit Machine
La Fruit machine était un projet scientifique financé par le gouvernement canadien dans les années 1960 et dirigé par les travaux du professeur Robert Wake de l'Université Carleton, avec le soutien de divers fonctionnaires de ministères fédéraux. 
Cette machine était censée avoir la capacité de détecter l'homosexualité chez le participant. Elle a été inventée dans le but de recruter des informateurs d'une façon plus économique, mais aussi d'empêcher les homosexuels de s'engager dans la fonction publique.  La série de tests effectuée par la machine reposait sur des mesures photographiques de l'œil, en réponse à une exposition à des images homoérotiques ou hétéroérotiques.  
Le projet de la Fruit Machine a globalement rencontré de nombreuses difficultés dans son efficacité et son taux de réussite. La GRC n'ayant pas réussi à rassembler un nombre suffisant d'homosexuels comme sujets de test et constaté une réticence importante chez les hétérosexuels à se porter volontaires pour le projet,.

### Homosexuels confirmés
La GRC disposait de trois classifications pour les cas d'homosexuels : soupçonné, allégué ou confirmé. Les homosexuels présumés ou allégués le sont s'ils ont été jugés comme tels lors d'interrogatoires.  Pour être classé comme homosexuel confirmé, la personne devait procéder par aveu ou être reconnue coupable de déviation sexuelle par un tribunal.  Une fois qu'un individu était confirmé homosexuel, des mesures pouvaient alors être prises contre lui ; il pouvait notamment être congédié de ses fonctions. 

## Études de cas

### John Watkins
John Watkins a été chargé d'affaires du Canada à Moscou de 1948 à 1951 et ambassadeur du Canada dans l'Union soviétique de 1954 à 1956. Pendant son mandat à Moscou, il s'engage dans une relation avec un homme russe. Les agents secrets soviétiques tentent en vain de lui soutirer des aveux au sujet de sa liaison. Après son retour au Canada, il est interrogé par la GRC et résiste aux accusations portées contre lui, s'ensuivent alors d'autres interrogatoires. En 1964, Watkins fait une crise cardiaque alors qu'il est interrogé. La GRC refuse par la suite de publier le rapport complet de l'interrogatoire et le procureur en chef des interrogatoires refuse de témoigner. 

### John Wendell Holmes
John Wendell Holmes a été chargé d'affaires du Canada à Moscou de 1947 à 1948 et sous-secrétaire d'État adjoint au ministère des Affaires extérieures de 1953 à 1960. Il a été contraint de démissionner du ministère des Affaires extérieures après la découverte de son homosexualité, même si ses collègues le décrivaient comme un diplomate canadien incroyablement compétent. Il est d'ailleurs fait Officier de l'Ordre du Canada en 1969. 

## Fin de la Purge LGBT

### Michelle Douglas

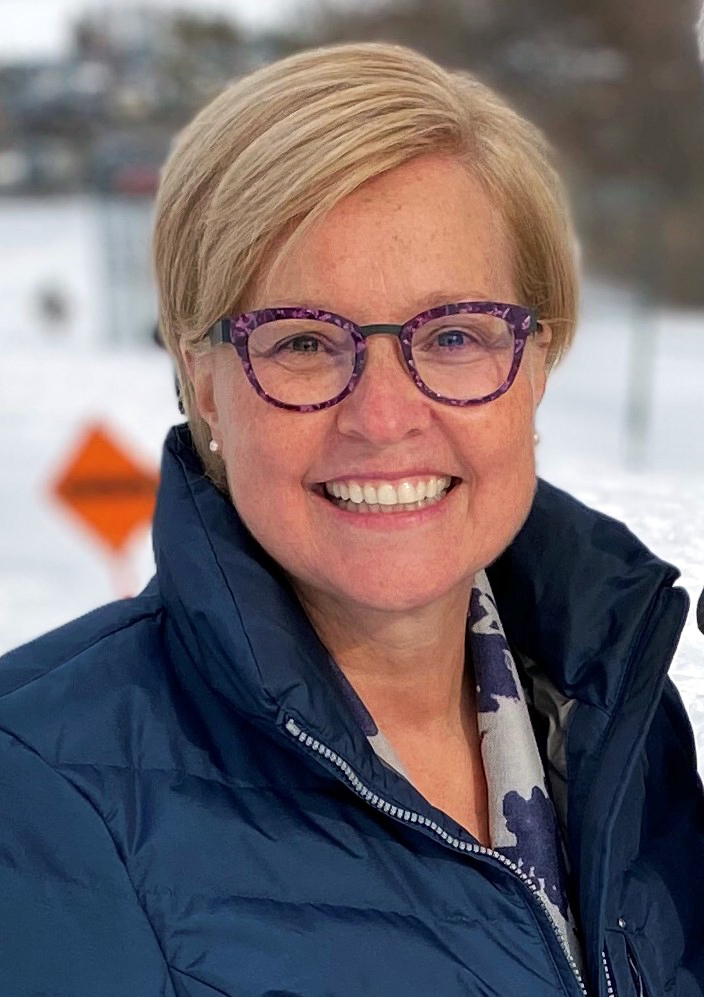
Michelle Douglas, militante LGBTQS + qui a intenté une action en justice avec succès contre l'armée canadienne pour sa discrimination à l'égard des personnes LGBTQS +.

Michelle Douglas a servi dans les Forces armées canadiennes en tant qu'officière de 1986 à 1989. Malgré un dossier exceptionnel dans les forces armées, Douglas fut rétrogradée en 1988 et honorablement libérée de l'armée en 1989 en raison de son orientation sexuelle. 
En 1990, Douglas lance une poursuite contre le ministère de la Défense nationale. En octobre 1992, l'armée canadienne règle la poursuite pour 100 000 $ plus les frais de justice. Le gouvernement fédéral a ensuite reconnu que la discrimination vécue par Michelle Douglas ne pouvait être justifiée en vertu de l'article 15 de la Charte canadienne des droits et libertés. 

### Modification de la politique
À la suite du règlement de l'affaire Douglas, le gouvernement fédéral a mis fin à sa politique discriminatoire envers les gais et les lesbiennes et a permis aux membres LGBT de servir dans les Forces armées canadiennes. Le ministère de la Défense nationale a annoncé que les candidats et les membres homosexuels seraient dorénavant traités sur un pied d'égalité avec leurs homologues hétérosexuels. 

## Excuses du gouvernement

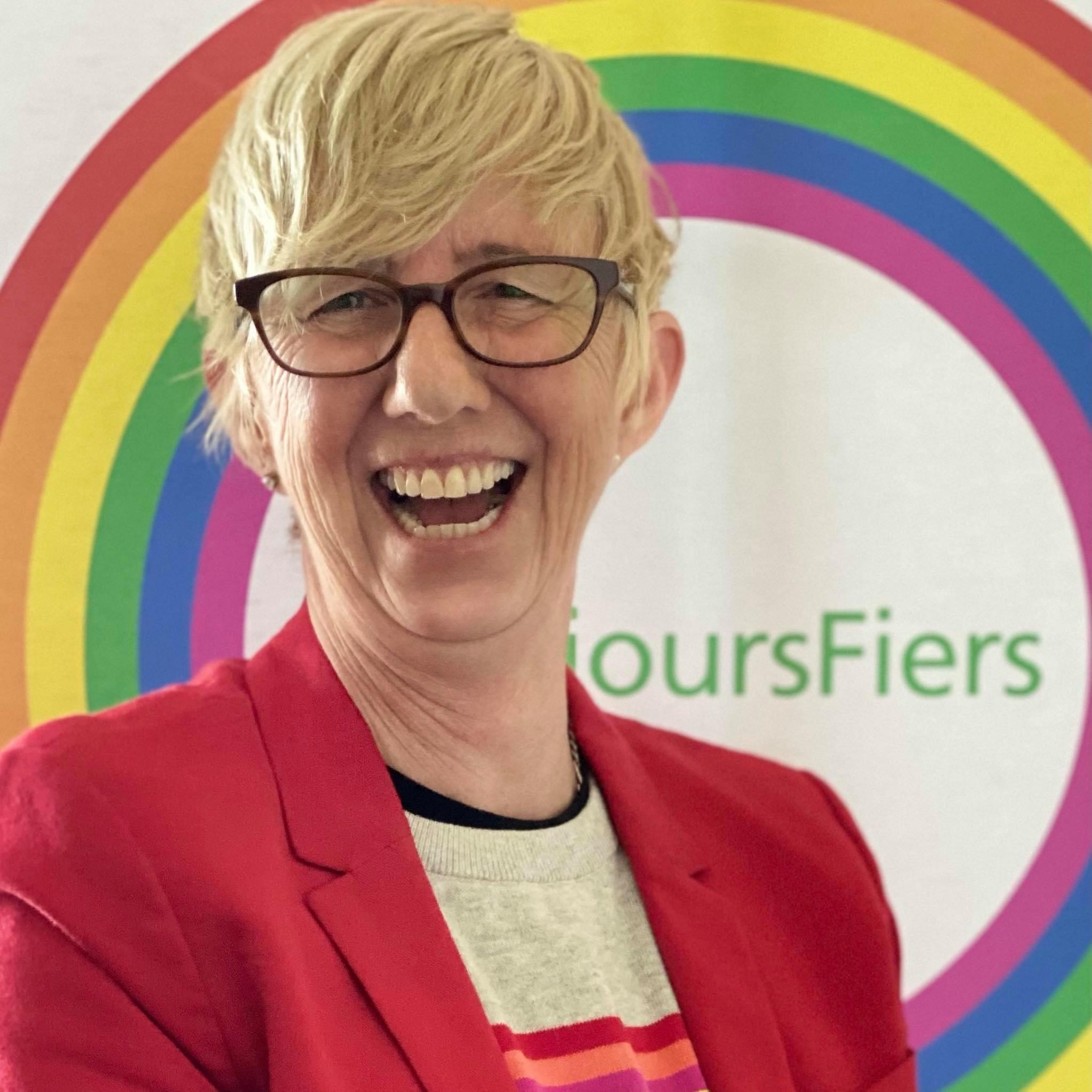
Martine Roy, militante LGBT et ex-soldate, qui a intenté, en 2017, le recours collectif contre le gouvernement canadien concernant la Purge LGBT.

En 1992, le premier ministre Brian Mulroney a déclaré que la Purge LGBT était « l'un des plus grands outrages et une violation de la liberté humaine fondamentale qui ont perduré pendant une trop longue période ». Bien que Mulroney ait dénoncé les actes du gouvernement canadien, il n'a pas publié d'excuses ni d'enquête sur la Purge LGBT. 
Le 28 novembre 2017, le premier ministre Justin Trudeau s'est levé à la Chambre des communes et a présenté des excuses officielles pour la Purge LGBT. Dans sa déclaration, il a qualifié la purge de « chasse aux sorcières » et a expliqué comment les victimes « ont perdu leur dignité et leur carrière, en plus de voir leurs rêves, voire leur vie brisée».  Les chefs de chacun des partis officiels à la Chambre des communes se sont également levés pour exprimer leurs regrets concernant la Purge LGBT. 
Le gouvernement fédéral a également garanti 145 millions de dollars dans le cadre d'un règlement d'indemnisation d'un recours collectif intenté par les survivants de la Purge LGBT. 
Sur cette somme, 110 millions de dollars ont été alloués à l'indemnisation individuelle des victimes et aux frais juridiques. Une enveloppe supplémentaire de 15 millions de dollars a été prévue pour des projets de réconciliation et de commémoration.
Bien que beaucoup soient reconnaissants pour les excuses, certains, dont des universitaires, dénoncent le refus d'accès à l'information des documents relatifs la Purge LGBT.

### Monument national LGBTQ2+
En 2020, la Commission de la capitale nationale a annoncé le projet de construction d'un Monument national LGBTQ2+. Une fois terminé, ce mémorial situé près du siège social de Bibliothèque et Archives Canada pourra accueillir jusqu'à 2 000 personnes. Son inauguration devrait avoir lieu en 2025.